# 霍桑 (佛罗里达州)
霍桑（英語：Hawthorne），是美国佛罗里达州下属的一座城市。建立于1881年。面积约为12.4平方公里（约合4.8平方英里）。根据2010年美国人口普查，该市有人口1,417人。论人口在本州排行第315。